# 런던 대학교 시티
런던 대학교 시티(City, University of London)는 영국 런던에 있는 공립 연구 대학이다. 시티 대학교 또는 시티라고도 불린다.